# أوماس

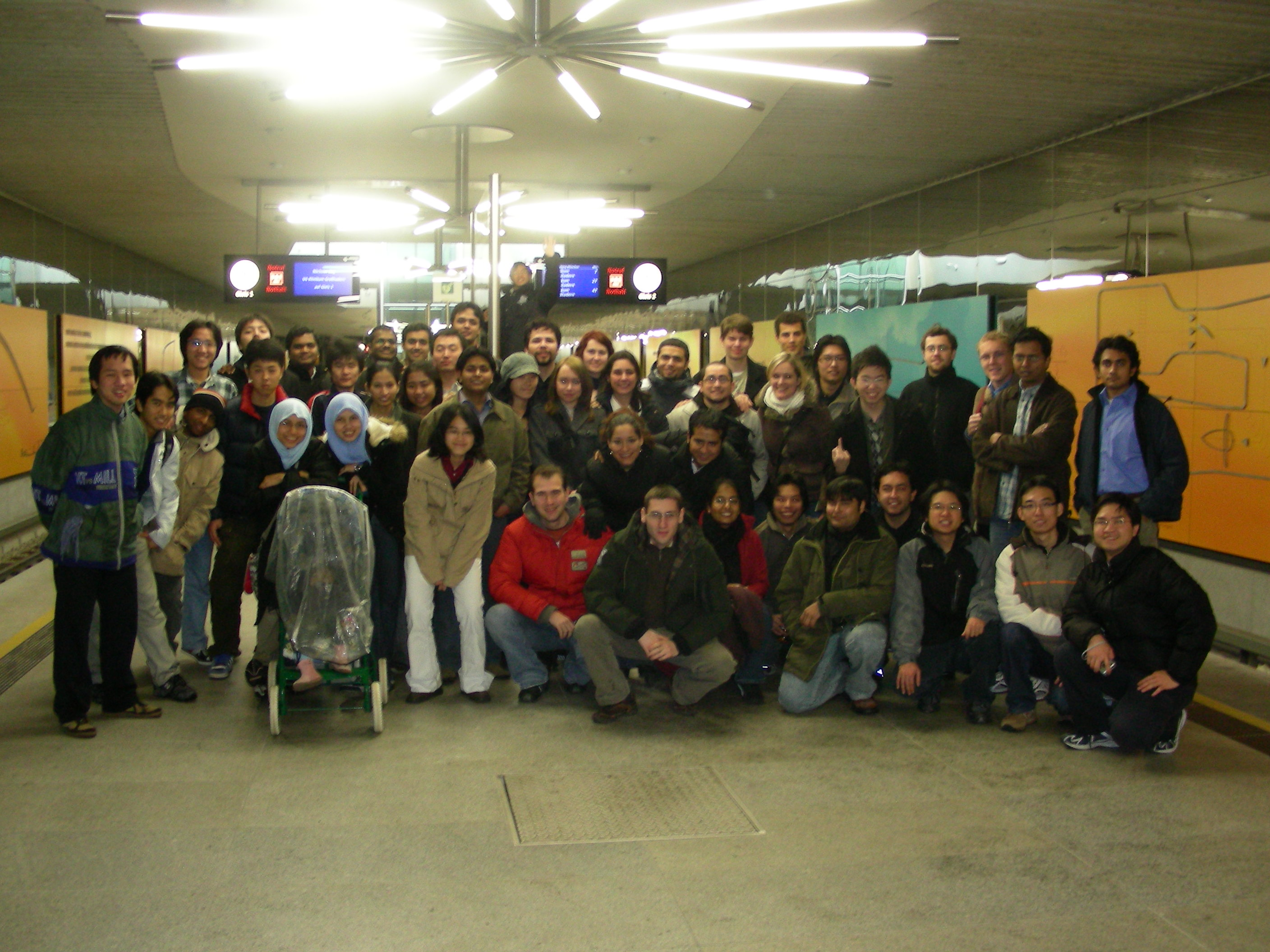

أوماس (بالفرنسية: EuMAS)‏ هوَ أحد بَرامج الدراسات العُليا المُنبثقة عن وكالة الفضاء الأوروبية، حيثُ تَعتبر كلمة «أوماس» اختصاراً لِماجستير الطيران وتكنولوجيا الفضاء.

## البرنامج
ترعى وكالة الفضاء الأوروبية البرنامج المُندرج تحتَ برامج إراسموس موندس (Erasmus Mundus) التي تُقدم مِنح دراسية للطلاب مِن خارج دول الاتحاد الأوروبي.
يُقدم برنامج أوماس مِن قبل خمس جامعات أوروبية، وهيَ كالتالي:
- جامعة بيزا (إيطاليا).
- جامعة ميونخ التقنية (ألمانيا).
- جامعة البوليتكنك في مدريد (إسبانيا).
- المعهد العالي للملاحة الجوية والفضاء (فرنسا).
- جامعة كرانفايلد (بريطانيا).

## روابط خارجية

### باللغة الفَرنسية
- Site d'EuMAS
- Site des étudiants EuMAS
- Site de l'Université de Pise
- Site de l'Université technologique de Munich
- Site de l'Université polytechnique de Madrid
- Site de l'ISAE, issu du rapprochement entre SUPAERO et l'ENSICA
- Site de l'Université de Cranfield
- Site de l'Agence spatiale européenne